# Калиновский, Виктор Отан
Виктор Отан Семёнович Калиновский (Wiktor Antoni Kalinowski; 21 апреля 1833, Мостовляны, Гродненская губерния — 6 ноября 1862, Якушовка, Гродненская губерния или Санкт-Петербург) ― белорусский историк, библиофил, участник революционного движения 1860-х, старший брат Константина Калиновского.

## Биография
Из польского рода Мазовецких Калиновских, род известен с конца XV века. Предки 100 лет владели поместьем Калиново на Браньской земле на границе Польши и Беларуси, но во второй половине XVIII века поместье было продано, отец Виктора Калиновского уже был безземельным шляхтичем. Семён Степанович Калиновский имел в Мостовлянах на земле помещика Радавицкого небольшую ткацкую фабрику. На деньги второй жены Изабеллы Лазаревич он приобрёл фольварк Якушовку близ Свислочи. Туда переехала семья, туда же перевели и фабрику. В семье на ту пору было 17 детей. В 1855 году отец добился, наконец, утверждения сенатом Калиновских в дворянских правах.
Учился в Свислочской и Гродненской гимназиях (1852). В 1852 году поступил на медицинский факультет Московского университета. В 1856 году вместе с братом Константином Калиновским переехал в Петербург, где брат поступил на юридический факультет Петербургского университета, а Виктор занялся исследовательской работой в архивах.
С 1856 года в Петербурге. Принимал активное участие в петербургских польских землячествах, подружился с руководителем «Союза литовской молодёжи» Зыгмунтом Сераковским, вернувшимся из ссылки в Петербург, Ярославом Домбровским, В. Врублевским. В 1858—1862 гг. один из руководителей революционно настроенной польской молодёжи. Ставил целью революционного движения независимость Литвы от России, образование польско-литовской федерации. Критически высказывался о православии, очень интересовался взглядами А. И. Герцена, Н. Г. Чернышевского.
Осенью 1862 года, уже будучи тяжело больным чахоткой, уехал к отцу в фольварк Якушовка Волковысского уезда Гродненской губернии, где вскоре и умер.
В конце августа 1864 года, уже после казни Константина Калиновского, в Гродно из Вильно пришёл запрос о месте и свидетельстве похорон Виктора Калиновского. Не дождавшись ответа, в Свислочь приехал чиновник из следственной комиссии для подтверждения смерти брата повешенного революционера. Только после этого следствие по делу Виктора Калиновского было прекращено.

## Исследовательская работа
С 1856 года по поручению Виленской археологической комиссии разбирал в петербургской Императорской публичной библиотеке рукописи по истории Литвы. С 1857 поддерживал связи с библиотекой Оссолинских во Львове, помогая её директору Августу Белевскому в издании наследия гетмана Станислава Жолкевского.
Во время работы в петербургской библиотеке составил ряд генеалогических древ Великого княжества Литовского, подготовил для печати «Уманский бунт» о восстании украинских крестьян в Умани (1768) ― не опубликовано. Составил «Каталог коллекции Жеготы Онацевича» (СПб., 1859) с историческими комментариями. Будучи страстным библиофилом, собрал библиотеку из более чем 5 тысяч книг по истории Литвы.
Сотрудничал с ежедневной польской петербургской газетой «Slovo» (1859), издававшейся Иосафатом Огрызко.